# Faaborg-Midtfyn
El municipi de Faaborg-Midtfyn és un municipi danès que va ser creat l'1 de gener del 2007 com a part de la Reforma Municipal Danesa, integrant els antics municipis de Broby, Ringe, Ryslinge, Årslev i Faaborg. El municipi és situat al sud-oest de l'illa de Fiònia, i forma part de la Regió de Syddanmark, abastant una superfície de 637 km². Algunes illes de l'estret del Petit Belt formen part del municipi, con l'illa d'Illum i les de Lyø, Avernakø i Bjørnø a l'arxipèlag de Sydfynske.
La seu administrativa del municipi és a Ringe (5.482 habitants el 2009). Altres poblacions del municipi són:
- Årslev
- Åstrup
- Bøjden
- Brobyværk
- Diernæs
- Dyreborg
- Espe
- Faaborg
- Faldsled
- Ferritslev
- Gislev
- Håstrup
- Heden
- Herringe
- Horne
- Korinth
- Kværndrup
- Millinge
- Nørre Broby
- Nørre Lyndelse
- Nørre Søby
- Rolsted
- Ryslinge
- Søllinge
- Svanninge
- Tarup
- Vantinge
- Vejle
- Vester Åby
- Vester Hæsinge

## Consell municipal
Resultats de les eleccions del 18 de novembre del 2009:
| Partit                       | vots  | % vots |
| ---------------------------- | ----- | ------ |
| Socialdemokratiet            | 11075 | 38,3   |
| Det Radikale Venstre         | 745   | 2,6    |
| Det Konservative Folkeparti  | 1756  | 6,1    |
| Socialistisk Folkeparti      | 3953  | 13,7   |
| Kristendemokraterne          | 82    | 0,3    |
| Faaborg-Listen               | 149   | 0,5    |
| Dansk Folkeparti             | 2487  | 8,6    |
| Venstre                      | 8393  | 29,0   |
| Enhedslisten - De Rød-Grønne | 255   | 0,9    |

### Alcaldes
| Alcalde        | Període               | Partit            |
| -------------- | --------------------- | ----------------- |
| Bo Andersen    | 1-1-2007 a 31-12-2009 | Venstre           |
| Hans Jørgensen | 1-1-2010 a 31-12-2013 | Socialdemokratiet |